# Рекса, Биби
Бле́та Ре́кса (англ. Bleta Rexha; албанский вариант фамилии — Ре́джа [ɾɛd͡ʒa]; род. 30 августа 1989, Бруклин, Нью-Йорк), более известная под своим сценическим именем Би́би Ре́кса (англ. Bebe Rexha), — американская певица и автор песен албанского происхождения, музыкальный продюсер. Получила известность после выпуска синглов «Take Me Home» (совместно с Cash Cash, 2013), «Hey Mama» (совместно с Дэвидом Геттой, 2015) и «In the Name of Love» (совместно с Мартином Гарриксом, 2016). Ранее выступала вокалисткой в коллективе Black Cards, созданном Питом Венцом. Рекса также является соавтором хита Эминема и Рианны «The Monster». Также писала песни для Селены Гомес и Ника Джонаса. 15 апреля 2019 певица заявила, что больна биполярным расстройством.

## Ранние годы
Блета Рекса родилась 30 августа 1989 года в Бруклине, Нью-Йорк, США, в семье этнических албанцев (албанский вариант фамилии — Реджа), выходцев из современного города Дебар, Македония. Имеет македонское и американское гражданства. Рекса начала увлекаться музыкой в возрасте 4 лет, и впоследствии приняла участие в постановках таких мюзиклов Тоттенвильской высшей школы в Статен-Айленде, как «Хелло, Долли!», «Иисус Христос — суперзвезда» и «Скрипач на крыше». Её вдохновляют такие музыканты, как Стиви Уандер, Тори Эймос, Джон Ледженд и The Temptations. Будучи подростком, Рекса была удостоена награды в номинации «Лучший композитор» от национальной академии искусства и науки звукозаписи на ежегодном «Дне Грэмми» в Нью-Йорке, что позволило ей познакомиться со многими видными музыкальными продюсерами.

## Black Cards

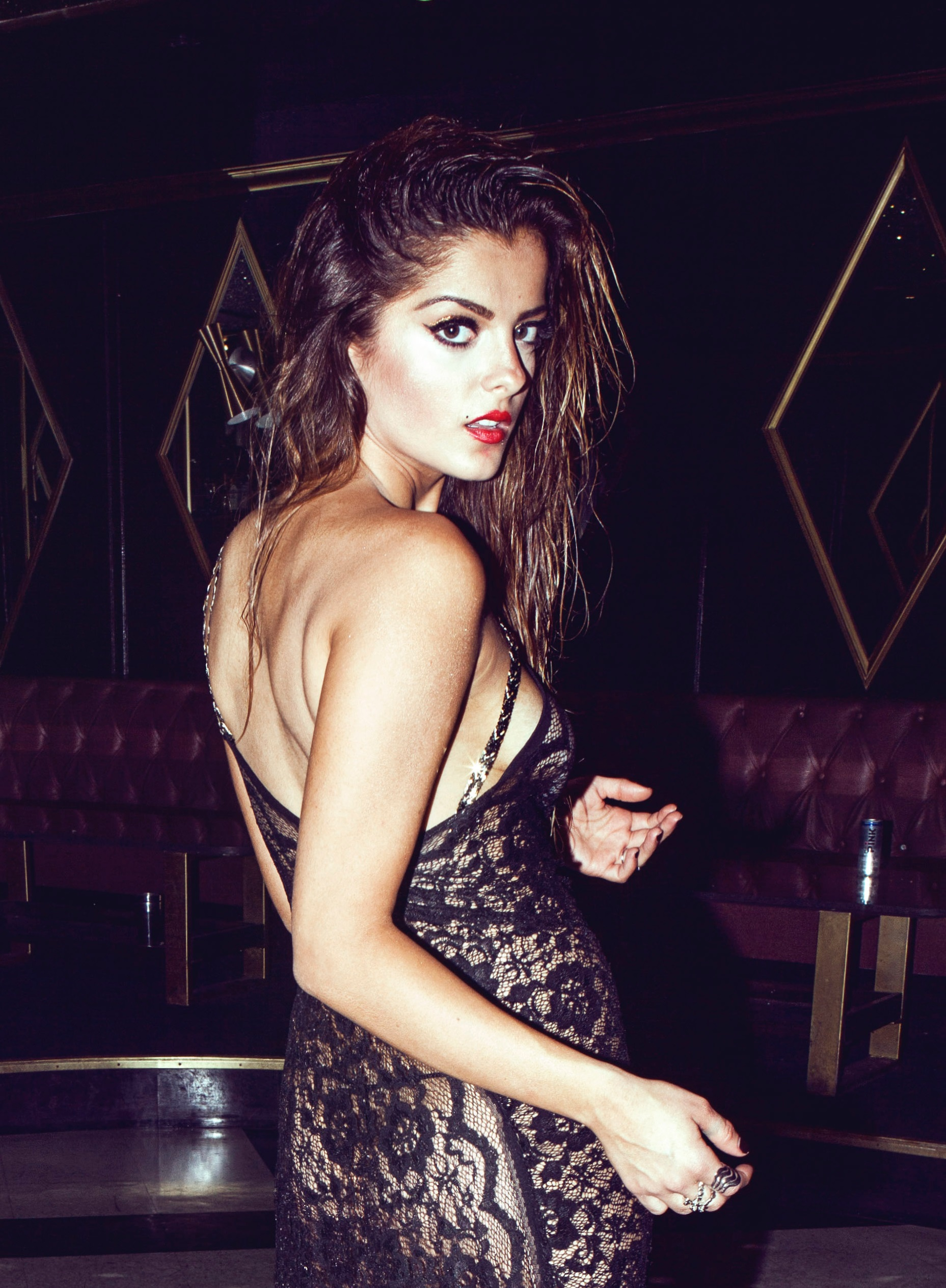
Рекса в 2014 году

В 2010 году певица присоединилась к проекту Black Cards, созданному басистом группы Fall Out Boy Питом Венцем. По замыслу Венца, в творческом плане Black Cards не должны были иметь ничего общего с Fall Out Boy. Поскольку музыкальные корни основателя проекта и вокалистки были совершенно разными, Рекса оказалась подходящей кандидатурой для претворения в жизнь экспериментальных устремлений Венца. В январе 2012 года певица покинула Black Cards, мотивируя своё решение желанием сосредоточиться на сольной карьере. По словам Венца, расставание произошло по обоюдному согласию.

## Сольная карьера
В 2013 году Рекса подписала контракт с руководителями Warner Bros. Records Джеффом Фенстером и Алексом Вильхельмом вследствие успеха в качестве профессионального композитора, сочинив песню «Like a Champion» для Селены Гомес из альбома Stars Dance, затем сингл «Glowing» для уроженки ЮАР Никки Уильмс и песню «The Monster» Эминема и Рианны, которая достигла первого места в Billboard Hot 100. Песня «The Monster» изначально называлась «Monster Under My Bed» и была записана Рексой для своего дебютного сольного альбома, но позже благодаря продюсеру Frequency и вице-президенту A&R Atlantic Records Риггзу Моралесу песня была передана лейблу Эминема. В результате первоначальная версия композиции была немного сокращена.
В том же году Рекса выпустила оригинальный поп-трек на своей страничке в SoundCloud, «Comeback Kids», и совместный сингл с группой электронно-танцевальной музыки Cash Cash, «Take Me Home», который занял 57-ю позицию в чарте Billboard Hot 100. Cash Cash и Биби также записали акустическую версию «Take Me Home» и сняли на него видеоклип 25 февраля 2014 года под эгидой студии звукозаписи Big Beat Records.
Рекса работает над своим дебютным альбомом, который ассоциирован со студиями таких продюсеров, как Дэвид Гетта, Фрейзер Смит, Frequency и другими. 21 марта 2014 года певица выпустила первый сингл из своего дебютного альбома, «I Can't Stop Drinking About You», на лейбле Warner Bros. Records. 23 декабря 2014 года Рекса выпустила второй сингл «I'm Gonna Show You Crazy». Затем, в этот же день, она выпустила песню «Gone». 21 апреля 2015 года Рекса объявила, что выпустит мини-альбом с 5 треками «I Don't Wanna Grow Up». Свой альбом она выпустила 12 мая 2015 года на лейбле Warner Bros. Records.
28 октября 2016 года Рекса выпустила сингл «I Got You», который вошёл в мини-альбом All Your Fault: Pt. 1 и смог достичь 43-го места в Billboard Hot 100. 6 января 2017 года на эту песню было снято музыкальное видео.
24 января 2017 года Рекса объявила о своём первом крупном турне All Your Fault Tour, которое стартовало 1 марта 2017 в Далласе.
21 марта Рекса в своём Твиттере объявила о том, что её третий мини-альбом All Your Fault Pt. 2 выйдет в апреле (он вышел 11 августа 2017 года).
15 июня 2018 года вышел релиз «I’m a Mess», представленный как первый сингл с предстоящего альбома Expectations.
22 июня Expectations был выпущен Warner Bros. Records. 9 октября Американская ассоциация звукозаписывающих компаний присвоила дебютному альбому исполнительницы «золотой» сертификат за более чем 500 тысяч реализованных копий.
В 2018 году певица была номинирована на премию «Грэмми» в категории «Лучший новый исполнитель», но в итоге эта награда была присуждена Дуа Липе. В том же году сингл Рексы «Meant to Be», записанный совместно с кантри-группой Florida Georgia Line, был номинирован на «Грэмми» в категории «Лучшее кантри-исполнение дуэтом или группой», но по результатам голосования уступил композиции дуэта Dan + Shay «Tequila».
9 октября 2020 года вышел сингл «Baby, I’m Jealous», записанный Биби Рексой при участии Doja Cat.
5 марта 2021 года она выпустила свой новый сингл «Sacrifice», премьера клипа состоялась в тот же день. В марте 2021 года Рекса выпустила линию аксессуаров совместно с Puma под названием Bebe X Puma, которая продается исключительно в европейских магазинах Diechmann.14 апреля 2021 года она объявила, что ее второй альбом Better Mistakes планируется выпустить 7 мая 2021 года. Также 14 апреля 2021 года Рекса объявила, что третий сингл с альбома под названием «Sabotage» будет выпущен 16 апреля 2021 года.
30 апреля Рекса выпустила четвертый сингл «Die for a Man» с участием Lil Uzi Vert с ее предстоящего альбома. 7 мая она выпустила свой второй студийный альбом Better Mistakes вместе с музыкальным клипом на песню «Break My Heart Myself».

## Дискография
Студийные альбомы
- Expectations (22 июня 2018)[31]
- Better Mistakes (7 мая 2021)[31]
- Bebe (28 апреля 2023)[37]

Мини-альбомы
- I Don't Wanna Grow Up[англ.] (2015)
- All Your Fault: Pt. 1[англ.] (2017)
- All Your Fault: Pt. 2 (2017)

Прочее
- All Your Fault Physical Copy (лето 2017)[источник не указан 2542 дня]

#### Как ведущий исполнитель
| Название                                                  | Год  | Наивысшая позиция в чартах | Наивысшая позиция в чартах | Наивысшая позиция в чартах | Наивысшая позиция в чартах | Наивысшая позиция в чартах | Наивысшая позиция в чартах | Наивысшая позиция в чартах | Наивысшая позиция в чартах | Наивысшая позиция в чартах | Наивысшая позиция в чартах | Наивысшая позиция в чартах | Наивысшая позиция в чартах | Наивысшая позиция в чартах | Наивысшая позиция в чартах | Альбом                       |
| Название                                                  | Год  | US Hot                     | US Bub.                    | US Heat                    | US Main.                   | US Adult                   | CAN                        | UK                         | GER                        | FRA                        | AUS                        | NZ                         | FIN                        | NOR                        | SWE                        | Альбом                       |
| --------------------------------------------------------- | ---- | -------------------------- | -------------------------- | -------------------------- | -------------------------- | -------------------------- | -------------------------- | -------------------------- | -------------------------- | -------------------------- | -------------------------- | -------------------------- | -------------------------- | -------------------------- | -------------------------- | ---------------------------- |
| «I Can't Stop Drinking About You»                         | 2014 | —                          | 15                         | 22                         | 31                         | —                          | —                          | —                          | —                          | —                          | —                          | —                          | —                          | —                          | —                          | I Don’t Wanna Grow Up        |
| «I'm Gonna Show You Crazy»                                | 2014 | —                          | —                          | —                          | —                          | —                          | —                          | —                          | —                          | —                          | —                          | —                          | 17                         | 17                         | 30                         | I Don’t Wanna Grow Up        |
| «Gone»                                                    | 2014 | —                          | —                          | —                          | —                          | —                          | —                          | —                          | —                          | —                          | 87                         | —                          | —                          | —                          | —                          | Внеальбомный сингл           |
| «Me, Myself & I» (c G-Eazy)                               | 2015 | 7                          | 11                         | —                          | 1                          | —                          | 9                          | 13                         | 7                          | 9                          | 19                         | 9                          | 5                          | 2                          | 4                          | When It’s Dark Out           |
| «No Broken Hearts» (при уч. Ники Минаж)                   | 2016 | —                          | 9                          | —                          | 30                         | —                          | —                          | —                          | 92                         | —                          | —                          | —                          | —                          | —                          | —                          | Внеальбомный сингл           |
| «In the Name of Love» (с Мартином Гарриксом)              | 2016 | 24                         | 9                          | —                          | 16                         | 37                         | 19                         | 9                          | 14                         | 26                         | 8                          | 8                          | 9                          | 5                          | 9                          | Внеальбомный сингл           |
| «I Got You»                                               | 2016 | 43                         | 14                         | —                          | 17                         | 38                         | 38                         | 91                         | 67                         | 144                        | —                          | —                          | —                          | —                          | 29                         | All Your Fault: Pt. 1        |
| «The Way I Are (Dance with Somebody)» (при уч. Лил Уэйна) | 2017 | —                          | —                          | —                          | 34                         | —                          | —                          | —                          | —                          | —                          | 72                         | —                          | —                          | —                          | —                          | All Your Fault: Pt. 2        |
| «Meant to Be» (при уч. Florida Georgia Line)              | 2017 | 2                          | 2                          | —                          | 2                          | 1                          | 7                          | 11                         | 57                         | —                          | 2                          | 5                          | —                          | 5                          | 8                          | All Your Fault: Pt. 2        |
| «Home» (с Machine Gun Kelly и X Ambassadors)              | 2017 | 90                         | —                          | —                          | —                          | —                          | 43                         | 64                         | 27                         | —                          | 74                         | 30                         | —                          | 12                         | 99                         | Bright: The Album            |
| «Push Back» (c Ни-Йо и Стеффлон Дон)                      | 2018 | —                          | —                          | —                          | —                          | —                          | —                          | —                          | —                          | —                          | —                          | —                          | —                          | —                          | —                          | Good Man                     |
| «I'm a Mess»                                              | 2018 | 35                         | 11                         | —                          | 9                          | 20                         | 25                         | 77                         | 86                         | 186                        | 41                         | —                          | —                          | 18                         | —                          | Expectations                 |
| «Say My Name» (с Дэвидом Гетта и Джей Бальвином)          | 2018 | —                          | 3                          | —                          | —                          | —                          | 59                         | 91                         | 30                         | 12                         | 70                         | —                          | 13                         | 37                         | 30                         | 7                            |
| «Last Hurrah»                                             | 2019 | 98                         | 1                          | —                          | 22                         | 23                         | 73                         | 50                         | 84                         | —                          | 65                         | —                          | —                          | 10                         | 57                         | Внеальбомный сингл           |
| «Harder» (с Jax Jones)                                    | 2019 | —                          | —                          | —                          | —                          | —                          | —                          | 23                         | —                          | —                          | —                          | —                          | —                          | —                          | 64                         | Snacks                       |
| «You Can't Stop the Girl»                                 | 2019 | —                          | —                          | —                          | 40                         | 34                         | —                          | —                          | —                          | —                          | —                          | 31                         | —                          | —                          | —                          | Maleficent: Mistress of Evil |
| «Baby, I’m Jealous» (с Doja Cat)                          | 2020 | 58                         | —                          | —                          | 21                         | 27                         | 60                         | 86                         | —                          | —                          | —                          | 4                          | —                          | —                          | —                          | Better Mistakes              |
| «Sacrifice»                                               | 2021 | —                          | —                          | —                          | 29                         | 25                         | —                          | —                          | —                          | —                          | —                          | —                          | —                          | —                          | —                          | Better Mistakes              |
| «Sabotage»                                                | 2021 | —                          | —                          | —                          | —                          | —                          | —                          | —                          | —                          | —                          | —                          | —                          | —                          | —                          | —                          | Better Mistakes              |
| «Die for a Man»                                           | 2021 | —                          | —                          | —                          | —                          | —                          | —                          | —                          | —                          | —                          | —                          | —                          | —                          | —                          | —                          | Better Mistakes              |

#### Как совместный исполнитель
| «Sink or Swim» (Пирс Фултон совместно с Биби Рексой)                         | 2012 | —  | —  | —  | —  | —  | —  | — | — | | Внеальбомный сингл |
| «Take Me Home» (Cash Cash совместно с Биби Рексой)                           | 2013 | 57 | 25 | 7  | 63 | 86 | 28 | 2 | 5 | - RIAA: Золотой - ARIA: Платиновый - MC: Золотой - BPI: Серебряный                                    | Overtime           |
| «Hey Mama» (Дэвид Гетта совместно с Ники Минаж, Биби Рексой и Афроджеком)    | 2015 | 8  | 1  | 5  | 5  | 9  | 5  | 8 | 9 | - RIAA: Золотой - ARIA: Платиновый - MC: Платиновый - BVMI: Золотой - RMNZ: Золотой - BPI: Серебряный | Listen             |
| «That’s How You Know» (Nico & Vinz совместно с Kid Ink и Биби Рексой)        | 2015 | —  | —  | 2  | 12 | 65 | 16 | — | — | | TBA                |
| «Battle Cry» (Хавана Браун совместно с Биби Рексой и Сави)                   | 2015 | —  | —  | 59 | —  | —  | —  | — | — | | TBA                |
| «Back to You» (Луи Томлинсон совместно с Биби Рексой и Digital Farm Animals) | 2017 | 40 | —  | 11 | 21 | 51 | 12 | 6 | 8 | - RIAA: Платиновый - ARIA: Платиновый - BPI: Золотой - RMNZ: Золотой                                  | TBA                |
| «—» означает, что сингл не присутствовал в чарте или не выпускался.          |      |    |    |    |    |    |    |   |   | |                    |

#### Рекламные синглы
| Год  | Название                               | Альбом             |
| ---- | -------------------------------------- | ------------------ |
| 2012 | «Ride Till You Die» (совместно с Voli) | Внеальбомный сингл |
| 2013 | «Comeback Kids»                        | Внеальбомный сингл |

### В качестве гостя
| Название                      | Год  | Другие артисты        | Альбом        |
| ----------------------------- | ---- | --------------------- | ------------- |
| «Yesterday»                   | 2014 | Дэвид Гетта           | Listen        |
| «This Is Not a Drill»         | 2014 | Pitbull               | Globalization |
| «Dare You (Acoustic Version)» | 2015 | Hardwell, Мэттью Кома | United We Are |

### В качестве автора песни или сопродюсера
| Год  | Артист                     | Альбом                    | Песня                     |
| ---- | -------------------------- | ------------------------- | ------------------------- |
| 2010 | SHINee                     | Lucifer                   | «Lucifer»                 |
| 2012 | Никки Уильямс              | нет                       | «Glowing»                 |
| 2012 | Мадонна                    | MDNA                      | «Some Girls»              |
| 2012 | Елена Карлеуша             | Diva                      | «Muškarac koji mrzi žene» |
| 2013 | Селена Гомес               | Stars Dance               | «Like a Champion»         |
| 2013 | Эминем совместно с Рианной | The Marshall Mathers LP 2 | «The Monster»             |
| 2014 | Тинаше                     | Aquarius                  | «All Hands on Deck»       |
| 2014 | Дэвид Гетта                | Listen                    | «Yesterday»               |
| 2014 | Дэвид Гетта                | Listen                    | «Hey Mama»                |
| 2014 | Белла Торн                 | Jersey                    | «Jersey»                  |
| 2014 | Белла Торн                 | Jersey                    | «One More Night»          |